# Gustav III:s äktenskap
Gustav III:s äktenskap är en TV-serie i två delar som bygger på en episod i Gustav III:s liv. Serien visades första gången julen 2001. Marcus Olsson regisserade och Klas Östergren skrev manus. Serien utspelar sig under 1770-talet i och omkring Stockholm, med scener från Stockholms slott och Ekolsunds slott. Serien handlar om kung Gustav III som tillsammans med sin gemål drottning Sofia Magdalena försöker reda ut sitt havererade äktenskap, och sätta en tronarvinge till världen.
Serien vann som bästa TV-serie priset Prix Europa 2002.

## Medverkande
- Jonas Karlsson – kung Gustav III
- Iben Hjejle – drottning Sofia Magdalena
- Stefan Gödicke – hertig Karl
- Harald Lönnbro – hertig Fredrik Adolf
- Evabritt Strandberg – änkedrottning Lovisa Ulrika
- Rebecka Englund – mamsell Anna Sofia Ramström
- Magnus Roosmann – hovstallmästare Adolf Fredrik Munck af Fulkila
- Tomas Bolme – riksrådet Ulrik Scheffer
- Hans Wigren – Elis Schröderheim
- Brasse Brännström – livmedikus Bäck
- Malin Lundgren – prinsessan Sofia Albertina
- Sanna Mari Patjas – Maria Aurora Uggla
- Björn Wahlberg – Gustaf Mauritz Armfelt

## DVD
Serien gavs ut på DVD 2007.